# Cockney Rejects
A Cockney Rejects angol punkegyüttes. 1978-ban alakultak London "East End of London" nevű kerületében. Mára már kultikus együttesnek számítanak. A Cockney Rejects első nagylemezét 1980-ban jelentette meg. "The Rejects" néven is ismertek. Punk rock, oi!, street punk műfajokban játszanak. Az együttes a West Ham United futballklub egyik nagy rajongójának számít, még a csapat támogatói által énekelt "I'm Forever Blowing Bubbles" című számot is feldolgozták. Az oi! műfaj a zenekar 1980-as "Oi Oi Oi" daláról kapta a nevét. Az együttes kifejezte utálatát a politikusok iránt egy interjúban, tagadták, hogy politikai számokat írnának. Megvádolták őket azzal, hogy az angol "British Movement" nevű neo-náci csoporthoz tartoznának, de ezt a tagok szintén tagadták, illetve poén gyanánt "German Movement" névvel illette őket.

## Tagok
Sűrűek voltak a tagcserék a Cockney Rejects soraiban. 2016 óta a következő a felállás:
- Jeff Geggus - ének
- Mick Geggus - gitár
- Vince Riordan - basszusgitár
- Andrew Laing - dobok

## Diszkográfia

### Stúdióalbumok
- Greatest Hits vol. 1 (1980)
- Greatest Hits vol. 2 (1980)
- The Power and the Glory (1981)
- The Wild Ones (1982)
- Quiet Storm (1984)
- Lethal (1990)
- Out of the Gutter (2002)
- Unforgiven (2007)
- East End Babylon (2012)